# Libelloides italicus
Libelloides italicus är en insektsart som först beskrevs av Fabricius 1781.  Libelloides italicus ingår i släktet Libelloides och familjen fjärilsländor. Inga underarter finns listade i Catalogue of Life.